# Berny-en-Santerre
Berny-en-Santerre é uma comuna francesa na região administrativa de Altos da França, no departamento de Somme. Estende-se por uma área de 4,43 km². Em 2010 a comuna tinha 156 habitantes (densidade: 35,2 hab./km²).